# Прокурорский надзор
Прокурорский надзор — форма деятельности органов прокуратуры по обеспечению законности, выявлению, устранению и предупреждению нарушений закона.
Прокурорский надзор, по сути, является проявлением власти органа, который в большинстве стран ни к одной из трёх ветвей власти не относится. В России прокуратура не относится ни к одной из ветвей власти, несмотря на то, что в Конституции РФ статья о прокуратуре находится в главе 7 «Судебная власть и прокуратура». Смысл деятельности прокуратуры — во вневедомственном надзоре за исполнением норм закона в государстве и принятии соответствующих мер к нарушителям закона.

### Прокурорский надзор в России
Прокурорский надзор — это самостоятельный, специфический вид государственной деятельности.
В соответствии с разделом 3 Федерального закона РФ «О прокуратуре Российской Федерации» выделяют следующие отрасли прокурорского надзора:
- надзор за исполнением законов федеральными министерствами и ведомствами, представительными (законодательными) и исполнительными органами субъектов РФ, органами местного самоуправления, военного управления, органами контроля, их должностными лицами, а также за соответствием законам издаваемых ими правовых актов, осуществляемый органами прокуратуры;
- надзор за соблюдением прав и свобод человека и гражданина органами государственной власти и местного самоуправления, руководителями коммерческих и некоммерческих организаций;
- надзор за исполнением законов органами, осуществляющими оперативно-розыскную деятельность, дознание и предварительное следствие;
- надзор за исполнением законов администрациями органов и учреждений, исполняющих наказание и применяющих назначаемые судом меры принудительного характера, администрациями мест содержания задержанных и заключенных под стражу.

Помимо осуществления вышеприведенных надзорных полномочий, прокурор участвует в рассмотрении дел судами в случаях, предусмотренных действующим процессуальным законодательством Российской Федерации (ст. 37 УПК РФ, ст. 45 ГПК РФ, ст. 25.11 КоАП РФ, ст. 52 АПК РФ, ст. 39 КАС РФ), рассматривает и разрешает жалобы и обращения граждан.
В случае выявления нарушений закона прокурором принимаются соответствующие акты прокурорского реагирования — протест, представление, предостережение, постановление. Кроме того, прокурор вправе обратиться с исковым заявлением в суд с целью защиты прав как неопределенного круга лиц, так и конкретного гражданина, который по тем или иным причинам не может самостоятельно защитить свои права.
Извинение реабилитированному лицу за причиненный ему вред приносится прокурором, непосредственно надзирающим за уголовным делом, к примеру, на этом основании, Генеральная прокуратура России отказалась извиняться перед журналистом Голуновым, ссылаясь на соответствующее положение УПК, перепоручив извиняться нижестоящей инстанции, которой в деле журналиста являлась Прокуратура Москвы, в результате, извинялся окружной прокурор.

## Протест прокурора
Прокурор или его заместитель имеют право приносить протест на противоречащий закону правовой акт в орган или должностному лицу, которые издали этот акт, либо в вышестоящий орган или вышестоящему должностному лицу, либо обращается в суд в порядке, предусмотренном процессуальным законодательством Российской Федерации. Протест подлежит обязательному рассмотрению не позднее чем в десятидневный срок с момента его поступления, а в случае принесения протеста на решение представительного (законодательного) органа субъекта Российской Федерации или органа местного самоуправления - на ближайшем заседании. При исключительных обстоятельствах, требующих немедленного устранения нарушения закона, прокурор вправе установить сокращенный срок рассмотрения протеста. О результатах рассмотрения протеста незамедлительно сообщается прокурору в письменной форме. При рассмотрении протеста коллегиальным органом о дне заседания сообщается прокурору, принесшему протест. Протест до его рассмотрения может быть отозван принесшим его лицом.

## Представление прокурора
Представление об устранении нарушений закона вносится прокурором или его заместителем в орган или должностному лицу, которые уполномочены устранить допущенные нарушения, и подлежит безотлагательному рассмотрению. В течение месяца со дня внесения представления должны быть приняты конкретные меры по устранению допущенных нарушений закона, их причин и условий, им способствующих; о результатах принятых мер должно быть сообщено прокурору в письменной форме. При рассмотрении представления коллегиальным органом прокурору сообщается о дне заседания. В случае несоответствия постановлений Правительства Российской Федерации Конституции Российской Федерации и законам Российской Федерации Генеральный прокурор Российской Федерации информирует об этом Президента Российской Федерации.

## Постановление прокурора
Прокурор, исходя из характера нарушения закона должностным лицом, выносит мотивированное постановление о возбуждении производства об административном правонарушении. Постановление прокурора о возбуждении производства об административном правонарушении подлежит рассмотрению уполномоченным на то органом или должностным лицом в срок, установленный законом. О результатах исполнения постановления сообщается прокурору в письменной форме.

## Предостережение о недопустимости нарушения закона
В целях предупреждения правонарушений прокурор или его заместитель объявляет в письменной форме должностному лицу предостережение о недопустимости нарушения закона. В случае неисполнения требований, изложенных в указанном предостережении, лицо, которому оно было объявлено, может быть привлечено к ответственности в соответствии с законами Российской Федерации в установленном законом порядке.